# Endosperm
Endosperm of kiemwit is de verzamelterm voor het weefsel in de zaden van zaadplanten, dat vaak een rol speelt bij de opslag van reservestoffen ten behoeve van de kieming, de groei van het embryo en van de jonge plant. Het endosperm is vaak rijk aan zetmeel (bijvoorbeeld bij granen), olie (bijvoorbeeld bij koolzaad) en eiwitten (bijvoorbeeld bij erwt, boon, sojaboon).
Onder de term endosperm kunnen naar de wijze van ontstaan verschillende dingen worden begrepen: primair en secundair endosperm.

## Primair endosperm
Primair endosperm of haplosperm komt voor bij veel naaktzadigen (gymnospermen). Na de bevruchting kan zich binnen het nucellusweefsel uit de embryozak (het macroprothallium, de vrouwelijke gametofyt) het primaire endosperm vormen. Dit wordt ook wel "haplosperm" genoemd, omdat het bestaat uit haploïde cellen.

## Secundair endosperm
Secundair endosperm wordt vooral aangetroffen bij bedektzadigen. Bij deze planten vindt een dubbele bevruchting plaats: in de eerste plaats wordt de eicel bevrucht door een van de twee mannelijke gameten in de pollenbuis en vormt zo een diploïde zygote, waaruit dan weer een embryo groeit. De tweede gameet kan echter versmelten met de secundaire embryozakkern (een uit de twee poolkernen gevormde diploïde kern), die dan triploïde wordt. Dit versmeltingsproduct kan door deling het secundaire endosperm vormen, wat ook wel triplosperm genoemd wordt.
Bij de eenzaadlobbigen (monocotylen) zit het reservevoedsel in het (secundair) endosperm. Bij de tweezaadlobbigen (dicotylen) is meestal het reservevoedsel uit het endosperm overgegaan in de zaadlobben (cotylen), maar bij sommige plantensoorten kan het ook nog in het (secundair) endosperm zitten.